# Alberto Martén Chavarría
Alberto Martén Chavarría (26. března 1909 San José – 2009) byl kostarický právník, ekonom a filozof. Založil solidaristické hnutí v Kostarice, byl celoživotním propagátorem solidaristických asociací. Byl jedním ze zastánců zestátnění kostarických bank v roce 1948, přitom ale sám byl výrazným odpůrcem a kritikem komunismu. Martén podrobil kritické analýze soudobé pojetí peněz a navrhl jakousi "organickou" emisi peněz. Dále rozvinul myšlenku univerzální kapitalizace a čtvrtého rozměru ceny. V roce 2009 byl oceněn nejvyšším státním vyznamenáním za zásluhy o vlast: Benemérito de la Patria.

## Životopis
Narodil se 26. března 1909 v hlavním městě San José v rodině diplomatů. V pěti letech přesídlil s rodiči do Evropy, kde pobýval v Belgii a ve Francii. Ve Francii vychodil základní školu, gymnaziální studia začal studovat na prestižním Lycéé Buffon v Paříži. Po návratu do Kostariky v roce 1922 pokračoval ve studiu na lyceu a měl v úmyslu studovat na kněžském semináři, patrně pod vlivem své věřící matky, avšak studia nedokončil. Absolvoval poté práva, jejichž studium zakončil v roce 1933. Později ještě rozšířil své znalosti o obchodní právo a účetnictví ve Spojených státech na Pace Institute v New Yorku. Po návratu do Kostariky byl jmenován profesorem politické ekonomie na právnické fakultě na nově založené Kostarické univerzitě. V roce 1943 založil stranu Partido Acción Democrática. V krátké občanské válce byl 2. nejvyšším velitelem povstaleckého vojska Liberación nacional, po José Figuerresovi Ferrerovi. Po skončení občanské války působil na postu ministra hospodářství a financí v prozatímní vládě – juntě – Kostarické republiky; tato vláda na dlouhá desetiletí předznamenala převážně sociálně-demokratický charakter tamější demokracie. Po provedení rozsáhlých institucionálních reforem však po necelých dvou letech junta předala vládu do rukou legitimně zvoleného prezidenta v parlamentních volbách před občanskou válkou v roce 1948. V roce 1949 založil a až do roku 1961 řídil Kancelář pro ekonomickou koordinaci. Celý život šířil a všemožně se snažil prakticky naplňovat ideje solidarismu. Koncem 70. let se pokusil prosadit rozsáhlou změnu ústavy a usiloval o její doplnění o prvky ekonomické demokracie.

## Solidaristické hnutí

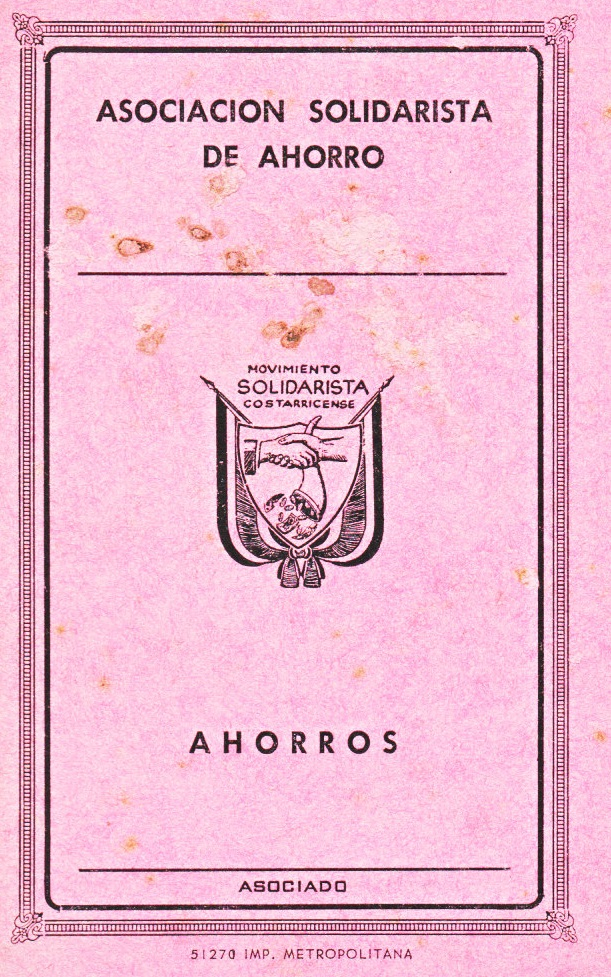
Členská spořitelní knížka člena solidaristické asociace

Volně inspirován evropskou myšlenkou solidarismu, jmenovitě dílem německého jezuity Heinricha Pesche (zejména spisem Nationalökonomie) a francouzského myslitele Leóna Bourgeoise (spis Solidarité), Martén založil na konci 40. let 20. století kostarické solidaristické hnutí, které úspěšně přetrvalo do dnešních dnů.
V kostarické verzi se odráží jeho snaha nalézt sociální smír mezi podnikateli a zaměstnanci, a vyřešit tak otázku třídních rozdílů a třídního konfliktu, živné půdy pro komunistickou ideu revolučního boje dělnické třídy za lepší životní podmínky. Marténův solidaristický princip spočívá v tom, že majitel firmy a zaměstnanci společně založí asociaci, která spravuje společný fond. Minimální počet zakladatelů je 12. Vedení asociace si volí členové.
Členové se zavazují k povinnému minimálnímu spoření na měsíční bázi. Z měsíčního platu si zaměstnanci ukládají do solidárního fondu 5 %, rovným dílem přispívá ve prospěch jejich účtu také majitel firmy. Ze společného fondu pak mohou zaměstnanci čerpat výhodné – i bezúročné – půjčky, přičemž naspořené peníze a podíl od zaměstnavatele jim pochopitelně náleží. Jde o zajímavou a příznivější alternativu k bankovním půjčkám a jakousi obdobu „sociálního družstva“ volně přidruženého k podniku. Odchodem z firmy pak členství v asociaci končí a nastřádané peníze si člen bere s sebou. Firma se tedy dělí o zisk se svými zaměstnanci. Nemusí však platit žádné odstupné v případě ukončení pracovního poměru. Toto, Marténova neúnavná kritika komunismu a konec konců i jeho boj proti komunistům v občanské válce jsou hlavní důvody, proč kostarické odborové hnutí nikdy nevzalo Marténův solidarismus a jeho Plan de Ahorro y Capitalización (Plán spoření a kapitalizace), rovněž známý jako Plan Martén, na milost.
Dnešní asociace mimo jiné investují do rozvoje samotné firmy, případně podporují rozvoj komunity (např. zakoupení minibusu pro nepravidelnou dopravu seniorů a jiných z vesnice do města – za lékařem a jinými službami). Podíl produktu solidaristických asociací tvoří zhruba desetinu ročního HDP Kostariky.[zdroj?] Poměr sil odborových organizací a solidaristických asociací je v současnosti vyrovnaný, s mírnou převahou solidaristických asociací.

## Kritická analýza peněz
Ve své analytické eseji Metafyzická teorie peněz si Martén všiml, že materie peněz se během času proměňovala. Peníze měly během svého tisíciletého vývoje nejrůznější podobu. Samotná materie je tedy nepodstatná. Peníze se čím dál více dematerializují.

### Peníze jako právně-ekonomický koncept
Martén považoval za peníze jen to, co má zaručenou kupní sílu. Definoval peníze jako dluh či závazek společenství vůči držitelům peněz. Peníze jsou pro Marténa právně-ekonomický koncept a podle něj jich má být v oběhu právě jen tolik, kolik je v danou chvíli zapotřebí. Mají být každopádně v přímém vztahu k reálně vytvořeným statkům. Mluvil i o načasovaném mizení peněz: v momentě, kdy zboží opouští trh/obchod a stává se spotřebním vlastnictvím jednotlivce, musí být kupní síla (poutaná k prodaným statkům) z ekonomiky odstraněna. Peníze nesmí být nic jiného nežli matematickou reprezentací hodnoty zbožních statků dostupných na trhu. Vzniknou při výrobě statků (to se netýká poskytování služeb) a zaniknou jejich spotřebou. Autor byl přesvědčený, že pomocí organických a nemateriálních (abstraktně účtovaných) peněz lze odstranit hlavní problémy nerovné distribuce a kumulování bohatství ve společnosti, dále inflaci, lichvu. Lze jím stabilizovat ceny a platy.

### Mylná funkce uchování hodnoty
Podle Marténova tvrzení mezi funkce peněz nepatří funkce úspor; společnost prý potřebuje dva na sobě nezávislé prostředky hospodaření: k hromadění majetku komodity, pouze k oběhu nehmotné peníze.

### "Organická" emise peněz
Martén nedůvěřoval ani státu, ani soukromým zájmům, mimoto také vzácně snoubil kritiku slabin komunismu s kritikou neřestí kapitalismu: výsledným průsečíkem byla originální myšlenka "organické" tvorby peněz, která v zásadě usiluje o znemožnění účelových manipulací ze strany jak politické elity, tak soukromých bankéřů. Martén se domníval, že s pomocí jeho peněžního systému by bylo možné vyřešit mnohé palčivé problémy jeho doby: lichvu, inflaci, hrozbu deflace, nestabilní ceny, chudobu aj.

## Pokus o ústavní reformu státu
Jakkoli byl Martén úspěšným propagátorem solidaristického hnutí a solidaristických asociací, Metafyzická teorie peněz představuje úvod do té části jeho myšlení a nadějí, jejichž naplnění se za svého úctyhodně dlouhého života nedočkal. Vize tzv. univerzálního kapitalismu dostatečnou podporu v kostarické společnosti nenašla. A to i přesto, že své myšlence věnoval značné publicistické úsilí po zbytek života. Cíl prosadit Zákon o ekonomických garancích jako jednu z hlav ústavy, k němuž se upínal v 70. letech 20. století a který by dle jeho přesvědčení kostarickou společnost k univerzálnímu kapitalismu přiblížil, vyšel naprázdno. V kostarickém jednokomorovém parlamentu byla sice ustavena pracovní komise, ale zhruba po roce opět zanikla. Návrhu reformy se podrobně věnuje spis La alternativa social: garantías económicas o sangre.

## Seznam děl
- Principios de Economía Política (1944)
- Democracia política y democracia económica (1947)
- Solidarismo y racionalización: Un sistema de garantías económicas (1948)
- Teoría metafísica del dinero (Metafyzická teorie peněz, San José, 1951)[4]
- El comunismo vencido (volně Jak porazit komunismus, 1952)
- La alternativa social: garantías económicas o sangre (1977)
- La capitalizacon universal (Univerzální kapitalizace, 1984)